# Willy Kohut
Vilmos « Willy » Kohut (17 juillet 1906 à Budapest, Hongrie - 18 février 1986) est un joueur professionnel hongrois de football.
Son frère cadet Rezső Kohut fait aussi carrière de footballeur en France.

## Biographie
Arrivé du club du Ferencváros TC (Hongrie) avec une solide réputation pour la saison 1933-1934, cet élégant joueur resta à l'Olympique de Marseille pendant 6 saisons jusqu'à la saison 1938-1939. Pendant son passage à Marseille il marqua 63 buts.
Vilmos (Guillaume) Kohut fut, avec son compère Eisenhoffer, la grande attraction des années 1930. Ses déboulés et ses tirs du pied gauche sont demeurés célèbres (la légende disant qu'il cassait les barres).
International A dès 1927 (un fameux 13 à 1 contre la France), il prit part encore à la Coupe du monde 1938 dont il disputa la demi-finale mais ne fut pas sélectionné contre l'Italie en finale.
À l'OM de 1933 à 1939, au poste d'attaquant, il devient ensuite entraîneur-joueur à Antibes avant de regagner la Hongrie.

## Palmarès
- Champion de France avec l'Olympique de Marseille sur la saison 1936/1937.
- Vainqueur de la Coupe de France avec l'Olympique de Marseille en 1935 et 1938.
- Finaliste de la Coupe du monde avec la Hongrie en 1938.
- 25 sélections et 13 buts avec l'équipe de Hongrie.